# Liubîmivka, Tokmak
Liubîmivka (în ucraineană Любимівка, în germană Lindenau) este un sat în comuna Dolîna din raionul Tokmak, regiunea Zaporijjea, Ucraina. Satul a fost locuit de germanii pontici.   

## Demografie
Componența lingvistică a localității Liubîmivka
     Ucraineană (80,66%)
     Rusă (18,78%)
     Alte limbi (0,56%)
Conform recensământului din 2001, majoritatea populației localității Liubîmivka era vorbitoare de ucraineană (80,66%), existând în minoritate și vorbitori de rusă (18,78%).